# Йоахім Годске Мольтке
Йоахім Годске Мольтке (1746—1818) — фактичний прем'єр-міністр Данії. Також був батьком міністра Адама Вільгельма Мольтке та сином дипломата Адама Готтлоба Мольтке.